# Абылкасымова, Майрамкан
Майрамка́н Абылкасы́мова (Абулкасимова; кирг. Майрамкан Абылкасымова, 7 ноября 1936, Алмалуу, Киргизская АССР — 16 октября 2021) — киргизская поэтесса, редактор, педагог. Лауреат Премии Ленинского комсомола (1970). Народный поэт Киргизии (1980).

## Биография
Родилась в селе Алмалуу (ныне — Кеминского района Чуйской области) в семье учителя.
В 1950 году окончила сельскую семилетнюю школу, училась в педучилище при Киргизском женском учительском институте; в 1958 году окончила Киргизский женский педагогический институт имени В. В. Маяковского (сейчас Кыргызский государственный университет имени И. Арабаева).
С 1958 по 1960 годы работала литературным сотрудником в Ошской областной газете «Ленин жолу» (рус. Ленинский путь), в 1960—1962 гг. — преподавателем в Ошском пединституте. С 1962 до 1970 года — в редакции литературно-художественного журнала «Ала-Тоо». В 1964 году была принята в Союз писателей СССР, а в 1970 — в КПСС. В 1970—1972 являлась консультантом Союза писателей по Иссык-Кульской области. Затем вернулась в редакцию журнала «Ала-Тоо» и на протяжении 20 лет (с 1972 по 1992 годы) заведовала отделом поэзии. Затем была редактором еженедельной газеты «Асылзат».
Скончалась 16 октября 2021 года.

## Творчество
Публикуется с 1952 года. Дебютный поэтический сборник (стихи для детей) «Маленьким друзьям» (кирг. Кичинекей досторго) вышел в 1961 году. За поэму «Говорит памятник» (кирг. Эстелик сүйлөйт, 1962) и сборник «Веру в сердце храню» (кирг. Ишеним дайым жүрөктө, 1968, рус. пер. 1968) в 1970 году удостоена Премии Ленинского комсомола.
В 1980 году ей присвоено звание Народный поэт Киргизской ССР. В 1984 году сборник стихотворений «Гүлдөр суу сурайт» («Цветы просят воды») отмечен Государственной премией Киргизской ССР имени Токтогула Сатылганова.
Многие её произведения переведены на русский, украинский, казахский, болгарский, монгольский, немецкий, польский, французский языки.

### Поэтические сборники
- «Маленьким друзьям» (кирг. Кичинекей досторго, 1961)
- «Венера» (кирг. Чолпон, 1962)
- «Этой весной много цветов» (кирг. Быйыл жаздын гүлдөрү көп, 1965)
- «Веру в сердце храню» (кирг. Ишеним дайым жүрөктө, 1968)
- «Снежная гора» (кирг. Аскар, 1970)
- «Отечество» (кирг. Ата журт, 1973)
- «Ты знаешь меня, Отчизна» (кирг. Сен билесиң мекеним, 1973)
- «Неиссякаемая песня» (кирг. Менин бүтпөс ырларым, 1977)
- «Избранное» (кирг. Тандалмалар, 1981)
- «Цветы просят воды» (кирг. Гүлдөр суу сурайт, 1983)
- «Родина всегда в сердце» (кирг. Ата журт дайым көңүлдө, 1987)
- «Заморозки» (кирг. Үшүк, 2001)